# Walter S. Bowman

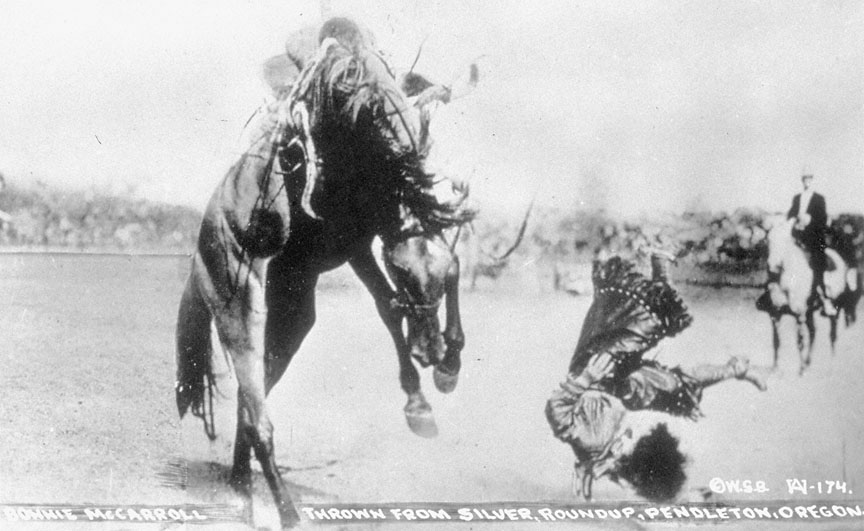
Fotografie Waltera S. Bowmana z roku 1915, na níž je Bonnie McCarrollová svržena z koně jménem Silver v Pendleton Round-Up (vystaveno v Národním muzeu kovbojek a síni slávy)

Walter Scott Bowman (8. února 1865 – 27. listopadu 1938) byl americký prominentní profesionální fotograf se sídlem v Pendleton, Oregon. Jeho práce je zahrnuta ve sbírkách Oregonské univerzity Bowman, Moorhouse, Furlong a Drake. Bowman zachytil dobře známé akční záběry z Pendleton Round-Up, které jsou součástí National Cowgirl Hall of Fame. National Cowboy Museum obsahuje četné Bowmanovy fotografie a pohlednice. Bowman fotografoval události kolem Umatilly v Oregonu, včetně průvodů, pochodových kapel, železničních scén, obrázků týmu Pendleton High School, tance, studiových portrétů a obrázků domorodých Američanů ( Indiánská rezervace Umatilla sousedí s městem Pendleton). Sbírka fotografií Waltera S. Bowmana Oregonské univerzity obsahuje 379 skleněných negativů, 51 negativů z acetátu celulózy a 200 fototisků ze stříbrné želatiny. 

## Pozadí
Bowman byl součástí prominentní průkopnické rodiny, která přišla na západ z Iowy v roce 1862. Jeho rodiče se vzali v Osceole v Iowě.  Jeho bratranec Oliver Purl Bowman (1862-1939) postavil hotel Bowman (Pendleton, Oregon). 
Walter S. Bowman se narodil 8. února 1865 Henrymu a Elizabeth (Owens) Bowmanovým.  Jeho rodiště mohlo být tam, kde rodina žila u Birch Creek v Oregonu.

## Kariéra
Bowman začal studovat fotografii u T.C. Warda v roce 1887 a v roce 1890 koupil Wardovo studio. Bowman pracoval v Pendletonu od konce 80. let 19. století do poloviny 30. let 20. století a dokumentoval život ve východním Oregonu  včetně událostí, jako je Pendleton Round-Up  a pracovníků v Pendleton Woolen Mills. Bowman byl členem Pendleton Camera Club a znal O.C. Allena a Lee Moorhouse (které, jak se zdá, vzal pod svá křídla). Moorhouse po svém příjezdu do Pendletonu žil s rodinou Bowmanových a zachytil obraz Bowmanova studia podél řeky Umatilla na 916 Main Street.  Bowman byl považován „prvního fotografa“ v Pendletonu až do svého odchodu do důchodu v polovině 30. let. Jeho ateliér byl na břehu řeky Umatilla. 
Florence Bowmanová Windsorová si vzpomněla, že Bowman vlastnil první auto v Pendletonu (možná to byl Maxwell) a jeho zatčení za jízdu rychlostí dvanáct mil za hodinu po Main Street. Bowman zemřel v roce 1938 poté, co havaroval se svým vozem na zledovatělém silničním náspu asi 10 mil východně od Pendletonu; jeho žena byla také zraněna. 
Bowmanova manželka Eugenia (Ellenberger) Bowmanová zemřela 5. prosince 1954 v nemocnici St. Anthony's Hospital po sedmnáctidenní nemoci. Od roku 1901 žila v Pendletonu a narodila se v Bernu ve Švýcarsku. Ve 13 letech se přestěhovala do okresu Umatilla a žila v Pilot Rock v Oregonu se svou matkou Fritz Ellenberger. V roce 1934 se provdala za Waltera. Ten byl vášnivým lovcem. 

## Sbírka Oregonské univerzity
Sbírka Oregonské univerzity obsahuje 385 skleněných negativů, 17 nitrátových negativů, 35 negativů z acetátu celulózy, 7 bezpečnostních negativů (nahrazujících nitrátové originály) a 338 historických a moderních stříbro-želatinových tisků. Dvanáct tisků je na Bowmanových studiových paspartách a dalších dvanáct jsou pohlednice.  Univerzitní sbírka Bowmanových fotografií zahrnuje snímky darované knihovně v letech 1947-1953 díky úsilí soudce okresního soudu Umatilla Jamese H. Sturgise a Lee D. Drakea, novináře Pendletonu, okresního úředníka a sběratele historických materiálů.  Drake byl partnerem ve vydavatelství East Oregonian Publishing Co. a vedoucím výboru Old Oregon Trail Committee v okrese Umatilla. Drake shromáždil negativy, které považoval za užitečné, a zničil asi 900 dalších. 
Sbírka obsahuje snímky prvních automobilů a jejich majitelů v Pendletonu, včetně dodávky roadsterů Ford železničním vozem do města.  Jsou zde také fotografie továrny na vlnu Pendleton. 

## Vybraná díla
- Jack Joyce on Angel (1912)
- Roy Adams Riding Sea Lion?, Let 'er Buck, Round Up, Pendleton, Oregon
- C. E. Morton Six Feet Up on Bucking Bull, Round Up, 1914
- Interiér továren na vlnu Pendleton Woolen Mills
- "Fancy Riding, Tillie Baldwin, šampionka Buckaroo"
- "The Bull Gets His Man at the Round Up"
- Fotografie indiánského chlapce s protetickou rukou. Chlapec pózoval ve stoje na proutěném křesle (90. léta 19. století).[15]
- Fotografická pohlednice. Lewis Mosely na "Sunfish Molly," jízda na mistrovství světa Pendleton, Oregon, asi 1915
- Indiánky, asi 1895[15]
- The Pendleton Hose Team na turnaji 1897 Eastern Oregon a Washington Firemen's Tournament v Baker City[15]
- Žena s pistolí, asi 1900[16]
- Fotografie karnevalu Lehman Hot Springs.
- Sklizeň pšenice[2]

## Galerie

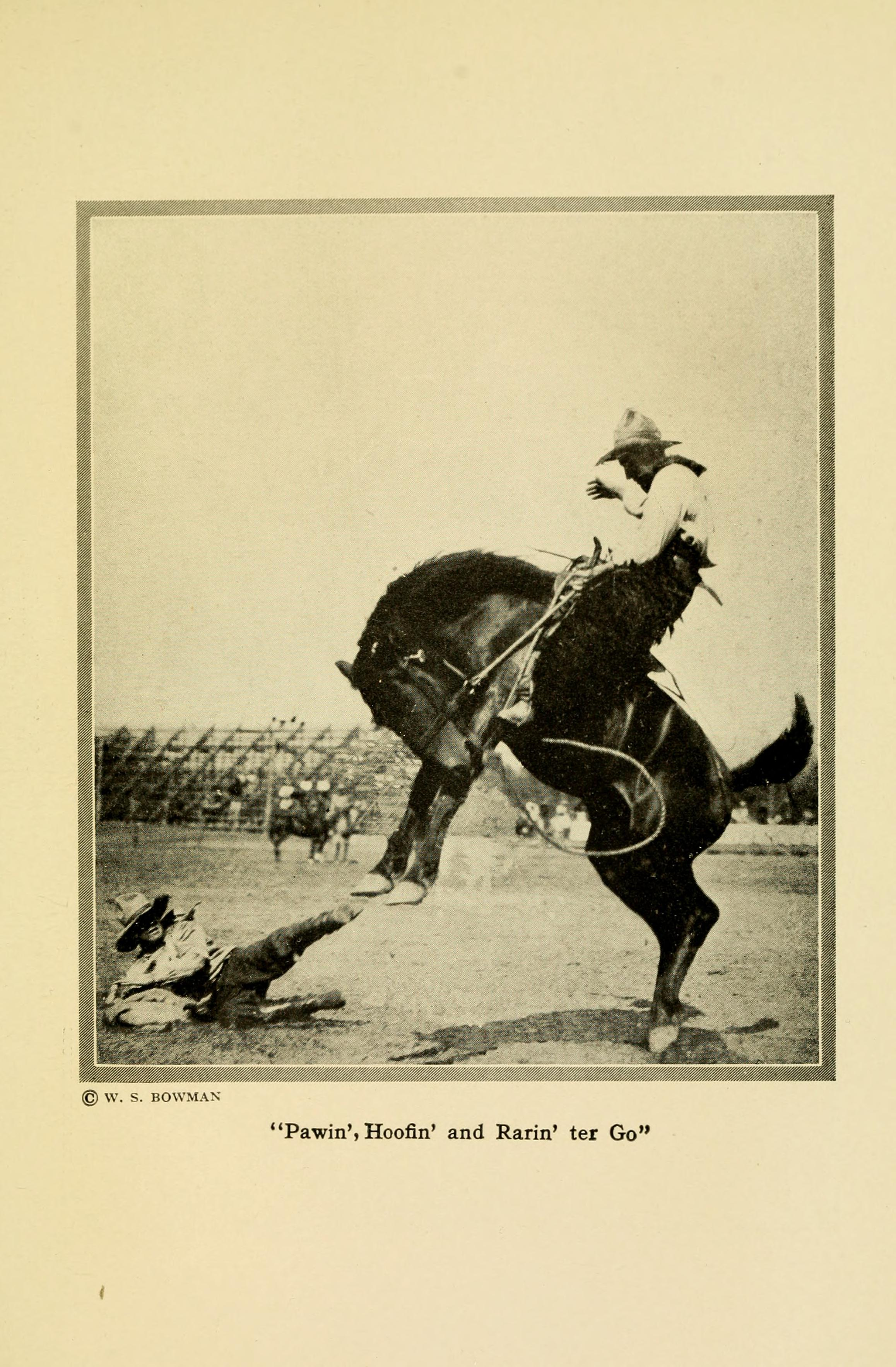
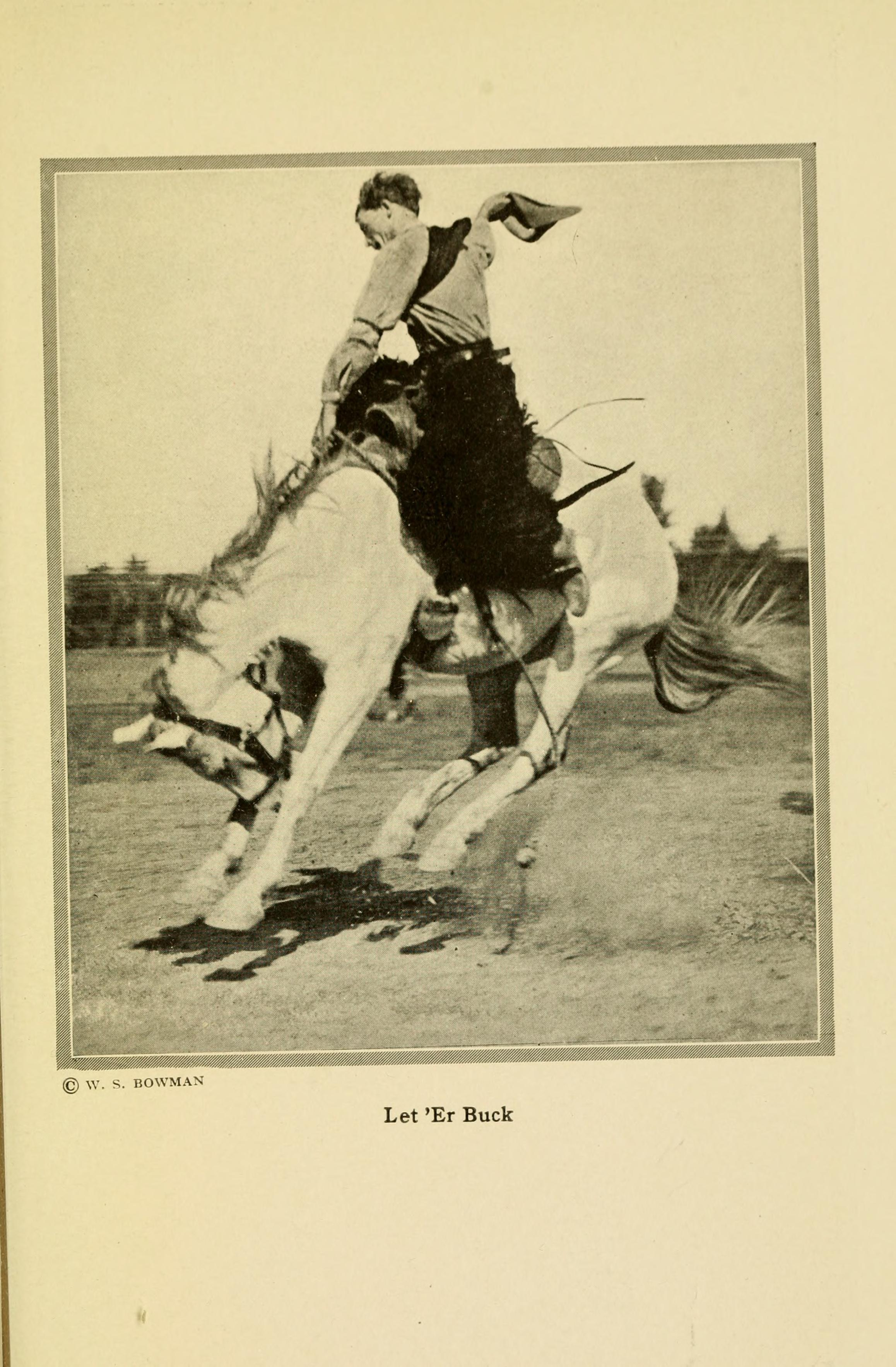
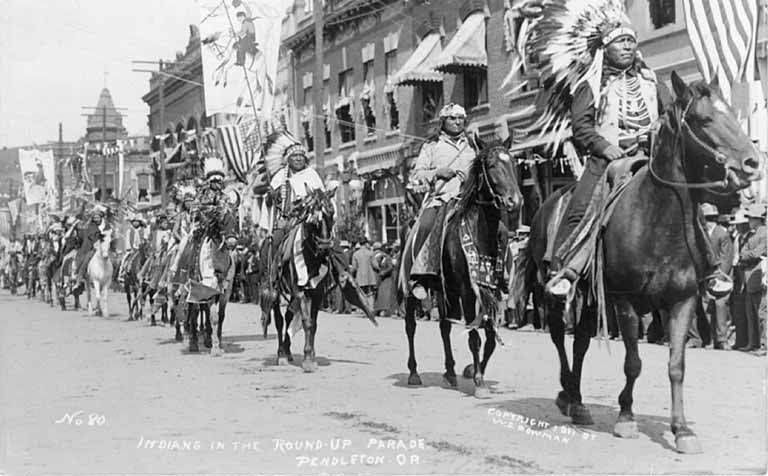
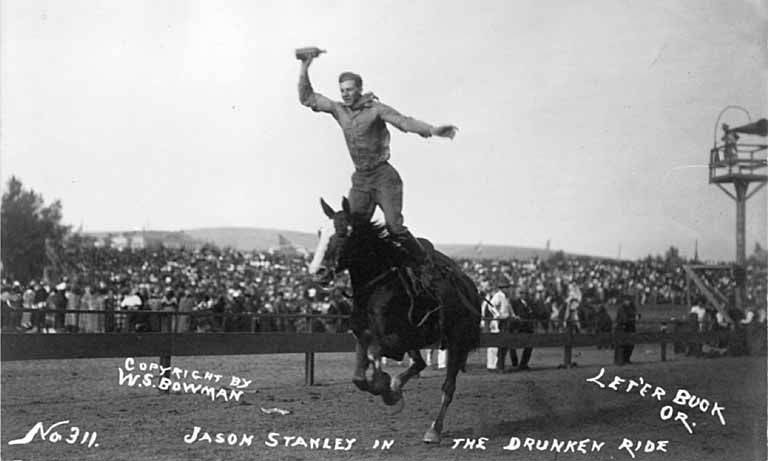
Cowboy Jason Stanley předvádí jezdecký trik, Round-Up, Pendleton, Oregon
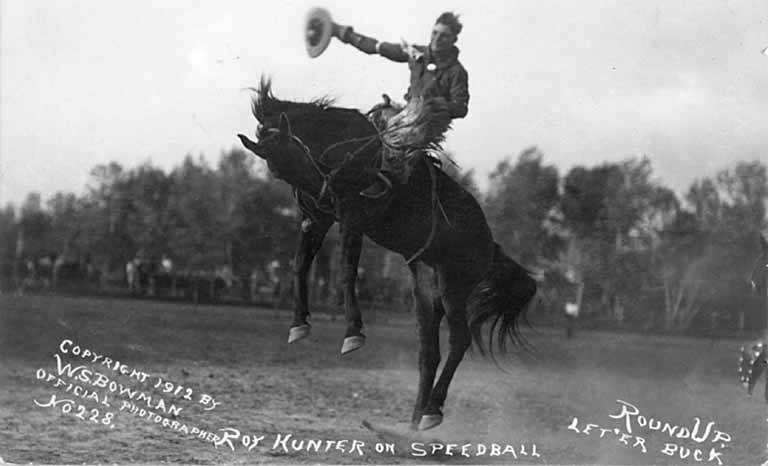
Jezdec Roy Hunter, Round-Up, Pendleton, Oregon, 1912